# Just Martin Gläsener

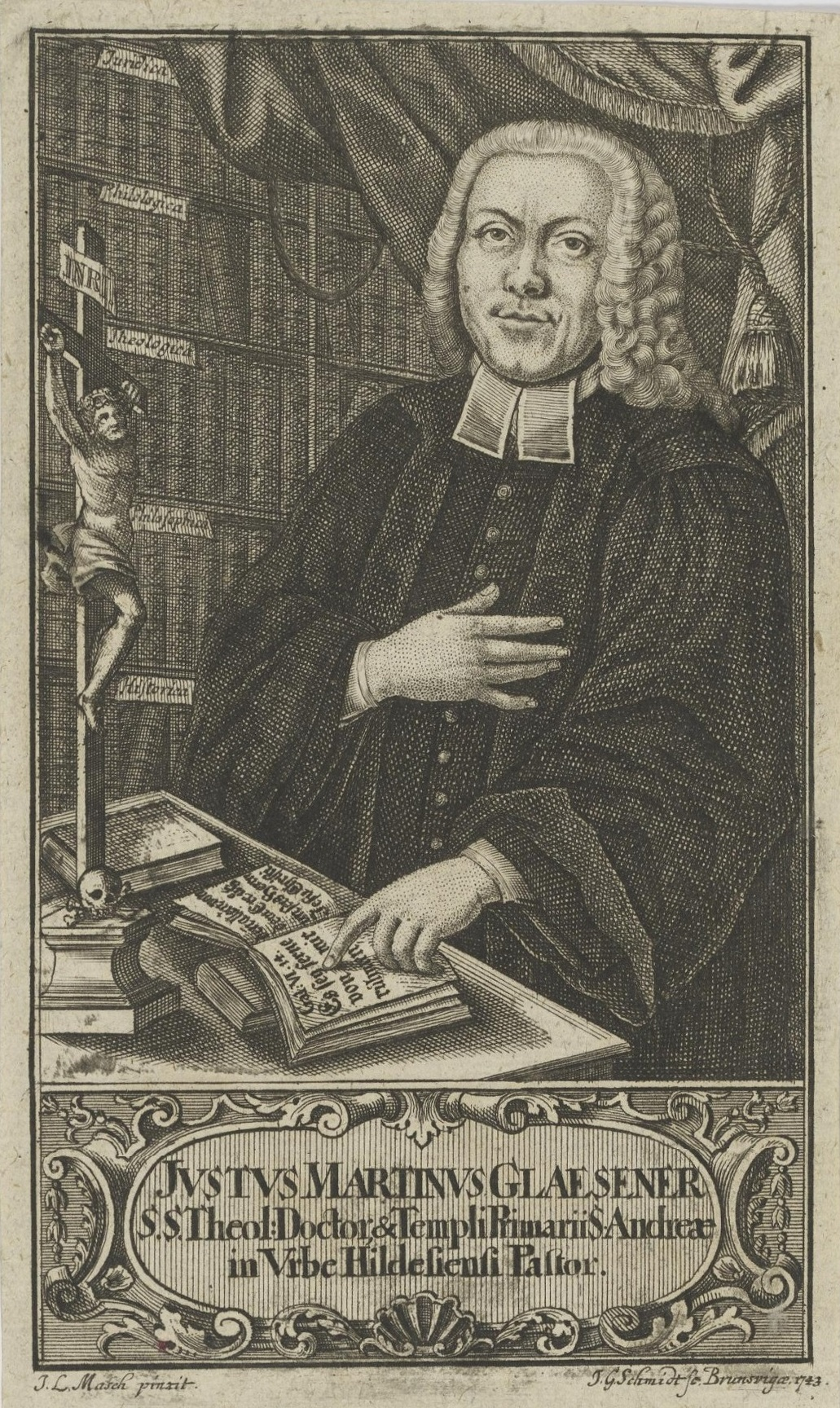
Just Martin Gläsener (1743); in der geöffneten Bibel das Wort

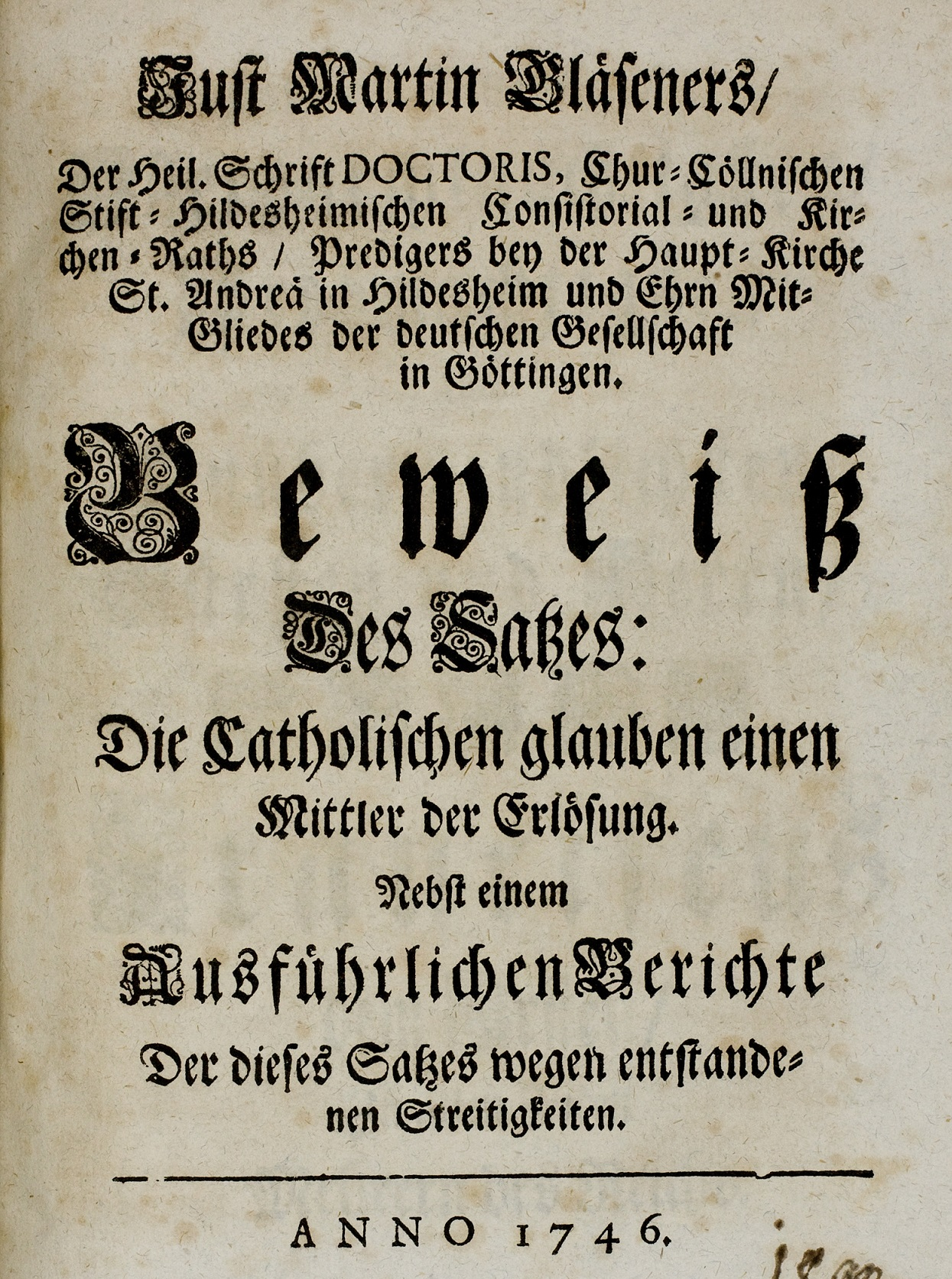
Beweiß Des Satzes: Die Catholischen glauben einen Mittler der Erlösung. Nebst einem Ausführlichen Berichte Der dieses Satzes wegen entstandenen Streitigkeiten (1746)

Just Martin Gläsener, latinisiert Justus Martinus Glaesener, (* 8. Oktober 1696 in Hildesheim; † 22. Januar 1750 in Wien) war ein deutscher evangelisch-lutherischer Geistlicher und Theologe. Er geriet in einen theologischen Streit mit seinen Amtsbrüdern in Hildesheim, der zu seiner Amtsenthebung führte.

## Leben

### Werdegang
Gläsener begann sein Studium 1717 an der Universität Helmstedt und setzte es 1720 an der Universität Halle fort. 1722 berief ihn Anton Ulrich von Sachsen-Meiningen als Hauslehrer seiner Kinder nach Amsterdam. 1727 wurde er Pastor Adjunctus an St. Andreas in Hildesheim, 1738 Pfarrer derselben Kirche. 1733 wurde er in Helmstedt zum Lizentiaten, 1741 zum Doktor der Theologie promoviert. Um 1733 begann er zu publizieren, teilweise polemisch unter dem Pseudonym Christophorus Impartialis Bohemus.
Als 1744 das Superintendentenamt in Hildesheim vakant wurde, soll Gläsener die Stelle angestrebt haben; jedoch wurde Johann Dietrich Winckler berufen. Diese Kränkung könnte die folgende Kontroverse mitbestimmt haben. Die Stellungnahme des Hildesheimer Geistlichen Ministeriums von 1746 zeichnet von Gläsener insgesamt das Bild eines Intriganten und Querulanten. 1746 wurde Gläsener Mitglied des stift-hildesheimischen lutherischen Konsistoriums.

### Kontroverse
In Hildesheim waren alle Pfarrkirchen seit der Reformation lutherisch, der Dom und die Klosterkirchen sowie der Fürstbischof und das Domkapitel als Landesherrschaft jedoch katholisch. Das führte zu einem gespannten Verhältnis der Konfessionen und immer wieder zu Kontroversen, so 1730 anlässlich des 200-jährigen Jubiläums der Confessio Augustana.
Als Superintendent Winckler 1745 in einer Erbauungsschrift anmerkte, die Katholiken setzten neben Jesus Christus weitere Vermittler des Heils, protestierte dagegen der zweite Domprediger, der Jesuitenpater Isfordinck, unter Berufung auf die Lehre des Konzils von Trient. Daraus entspann sich eine längere rhetorische und publizistische Auseinandersetzung, in die Gläsener hineingezogen wurde, weil er in Privatgesprächen gegen Wincklers Äußerung Stellung bezogen hatte und man ihn für den Verfasser einer anonymen Schrift dieser Tendenz hielt. In mehreren Schriften stellte er daraufhin seine Position dar, dass nämlich nach katholischer Lehre Maria und die Heiligen nur Sekundärmittler seien, der Gott-Mensch Christus aber der einzige Urheber des Heils, und dass es den lutherischen Bekenntnisschriften nicht widerspreche, diese katholische Lehre zutreffend wiederzugeben.
Damit stieß er auf heftigen Widerspruch des gesamten lutherischen Geistlichen Ministeriums, für das das Solus Christus der wesentliche Beweggrund der Reformation war. Mehrere Vorladungen zur mündlichen Rechtfertigung schlug Gläsener aus, sodass er schließlich suspendiert und 1749 aus seinem Amt entfernt wurde. Er reiste nach Wien, um seine Sache beim Reichshofrat zu vertreten, und starb dort 1750.

## Veröffentlichungen (Auswahl)
- Beweiß Des Satzes: Die Catholischen glauben einen Mittler der Erlösung. Nebst einem Ausführlichen Berichte Der dieses Satzes wegen entstandenen Streitigkeiten. (Hildesheim) 1746 (Digitalisat)
  - Dazu die Gegendarstellung: Des evangelischen Ministerii der Stadt Hildesheim vorläufiger jedoch wahrhafter und ausführlicher Bericht von der Unruhe, welche seit einigen Jahren in dem Ministerio und den evangelischen Gemeinden dieser Stadt entstanden, und noch fortdauret, worinnen deren Ursprung gezeiget und mit erforderlichen Beylagen bewiesen wird. Entgegen gesetzt den falschen Berichten, welche Herr D. Just Martin Gläsener in einigen kleinen Schriften durch den Druck bekannt gemacht hat. In: M. Friedrich Wilhelm Krafts Neue Theologische Bibliothek, Band 2, Leipzig 1746, S. 143–156